# 성주고등학교
성주고등학교(星州高等學校)는 대한민국 경상북도 성주군 성주읍 금산리에 있는 공립 고등학교이다.

## 학교 연혁
- 1927년 1월 31일 : 성주농업보습학교 인가(2년제)
- 1936년 3월 26일 : 성주통업실수학교 인가(1년제)
- 1945년 9월 11일 : 성주공립초급중학교 인가
- 1946년 10월 26일 : 성주공립초급중학교 개교
- 1948년 9월 11일 : 성주공립농업중학교 6년제 인가
- 1950년 5월 10일 : 성주농업고등학교 3년제 인가
- 1989년 9월 28일 : 학칙변경 성주종합고등학교 인가. 보통과 3, 원예과 3, 축산과 3, 농업기계과 3학급 계 12학급
- 1990년 3월 1일 : 성주종합고등학교로 교명 변경
- 1996년 3월 1일 : 성주농공업고등학교로 교명 변경
- 2000년 9월 25일 : 학칙변경 성주통합고등학교 인가, 12학급 (학년당 4학급)
- 2001년 3월 1일 : 성주통합고등학교로 교명 변경(성주농공고.성주고 통합) 14학급
- 2003년 3월 1일 : 성주고등학교로 교명 변경
- 2008년 8월 28일 : 기숙형 공립고등학교 지정
- 2013년 12월 27일 : 특수 학급 증설(일반학급 12, 특수학급 2)
- 2014년 1월 21일 : 경상북도교육청 지정 인성교육 연구학교(1년간)
- 2019년 11월 12일 : 도서관 현대화 사업 준공
- 2021년 12월 6일 : 교육과정(고교학점제) 정책 연구학교 지정(3년간)
- 2023년 9월 1일 : 제28대 김영길 교장 취임
- 2024년 1월 31일 : 제95회 졸업식 73명(총 졸업생수 14,843명)

## 참고 자료
- 성주고등학교 - 한국교육학술정보원 학교알리미